# Diocesi di Blanda
La diocesi di Blanda (in latino Dioecesis Blandana) è una sede soppressa e sede titolare della Chiesa cattolica.

## Storia
Durante i primi secoli del Cristianesimo, Blanda (o Blanda Julia) fu sede vescovile, e in questo periodo fu edificata la chiesa paleocristiana in località Pianogrande. Si tratta di una chiesa a pianta centrale con ingresso ad ovest e tre absidi, circondata da sepolture, databile tra il VI e il VII secolo.
Nell'Ottocento fu scoperta una lapide, rinvenuta nel territorio di Aieta e oggi scomparsa, dedicata dalla moglie e dai figli al vescovo Giuliano e databile alla metà circa del IV secolo Incerta invece è l'attribuzione di altri vescovi alla sede di Blanda a causa dell'omonimia con altre diocesi dell'epoca. Elia, che partecipò al concilio di Calcedonia del 451, non fu certamente vescovo di Blanda, ma di Blaundo in Asia.
Nel 592 la città subì un'incursione longobarda, e la sede episcopale dovette essere ripristinata dal vescovo Felice di Agropoli, su preciso mandato di papa Gregorio Magno. La missione di Felice ebbe certamente successo, perché ai sinodi romani del 595 e del 601 prese parte il vescovo Romano di Blanda.
La diocesi è ancora attestata nel 649, quando il vescovo Pasquale prese parte al sinodo indetto in quell'anno da papa Martino I. Un altro sinodo indetto da papa Zaccaria nel 743 fu sottoscritto da Gaudeosus Blandas, chiamato anche Gaudioso Blaudero; la «presenza di questo vescovo testimonierebbe il passaggio della Calabria settentrionale al dominio longobardo, poiché in quel periodo ai vescovi bizantini del resto della regione era impedita la partecipazione ai consessi indetti dai pontefici».
Sono stati sollevati dubbi sull'appartenenza di tutti questi vescovi a Blanda. Ferdinando Ughelli, per esempio, e gli autori che ne dipendono (Gams e Cappelletti) attribuiscono i vescovi Romano e Gaudioso alla diocesi di Blera nella Tuscia. Alcuni storici poi ipotizzano che, distrutta Blanda, i vescovi si siano trasferiti a Cirella, il cui vescovo Romano avrebbe preso parte al sinodo romano del 649.
A partire dal IX secolo Blanda, sottoposta a continue incursioni e saccheggi da parte dei Saraceni, fu definitivamente abbandonata. Alcuni dei suoi abitanti si rifugiarono nell'entroterra e fondarono su uno sperone roccioso il primo nucleo di Tortora, chiamato, in onore dell'antica città, Julitta.
Dal 1966 Blanda è annoverata tra le sedi vescovili titolari della Chiesa cattolica; dal 6 maggio 1999 il vescovo titolare è Kazimierz Wielikosielec, O.P., già vescovo ausiliare di Pinsk.

## Cronotassi

### Vescovi residenti
- Giuliano † (metà del IV secolo)
- Romano † (prima del 595 - dopo il 601)
- Pasquale † (menzionato nel 649)
- Gaudioso † (menzionato nel 743)

### Vescovi titolari
- Antonio Zama † (24 ottobre 1967 - 27 agosto 1977 nominato arcivescovo di Sorrento e vescovo di Castellammare di Stabia)
- Miguel Pedro Mundo † (6 marzo 1978 - 24 febbraio 1999 nominato vescovo di Jataí)
- Kazimierz Wielikosielec, O.P., dal 6 maggio 1999